# Franz Kurzreiter
Franz Kurzreiter (* 10. Dezember 1944 in Kottaun; † 14. Dezember  2022) war ein österreichischer Politiker (ÖVP) und Landwirt. Er war von 1986 bis 2003 Abgeordneter zum Landtag von Niederösterreich.

## Leben
Kurzreiter besuchte nach der Volksschule die Hauptschule und absolvierte danach eine landwirtschaftliche Berufsschule und die landwirtschaftliche Fachschule Edelhof, die er mit dem Landwirtschaftsmeister abschloss. Er übernahm in der Folge 1972 einen  landwirtschaftlichen Betrieb und war als Landwirt in Kottaun tätig. Daneben übernahm er mehrere Funktionen in bäuerlichen
Organisationen und fungierte von 1975 bis 1986 als Landeskammerrat. Zudem war er ab 1990 Obmannstellvertreter im Niederösterreichischen Bauernbund. Kurzreiter, dem der Berufstitel Ökonomierat verliehen worden war, vertrat die ÖVP zwischen dem 29. Jänner 1986 und dem 24. April 2003 im Niederösterreichischen Landtag.